# 自動車検査員
自動車検査員とは、一定の資格を有し自動車分解整備事業者から選任され、地方運輸局に届出し受理された者の呼称である。

## 資格
- 地方運輸局長が行う自動車検査員教習を受講し修了試験に合格した者。
  - 受講資格は、道路運送車両法施行規則第62条の2の2第1項第5号の整備主任者として教習開始日の前日において1年以上の実務の経験を有する者で、直近の整備主任者研修を欠席していないこと。
- 自動車検査官または軽自動車検査員の経験を有する者。

## 概要
- 自動車分解整備事業の指定工場において、道路運送車両法で定める継続検査および、諸元に変更がない予備検査、新規検査（新車を除く）に於いて定期点検整備完了車が道路運送車両の保安基準[1]に適合しているかどうか完成検査を実施し、署名捺印をもって保安基準適合証にその旨を証明することを主な職務とし、保安基準適合証を提出する事で国の行う検査を省略でき、車両持ち込みの必要がない。
- 業務独占資格に該当し、他のいかなる資格をもっても代えられない。
- 有資格者であっても指定自動車整備事業者において選任をうけ、地方運輸局に届出し受理された者でなければ実務を執行できない。
- 本来国が行うべき業務を代行することから、道路運送車両法第94条の7の規定により、法令により公務に従事する職員とみなされ、刑法その他の罰則の適用などについて公務員に準じる取り扱いを受ける、いわゆる「みなし公務員」である。
  - 職務上知り得た秘密を保持する義務（いわゆる守秘義務）を負う（自動車検査員の職にあった者もまた、同様である）。
  - 自動車の使用者などから金銭などを授受し、不正に保安基準適合証に署名捺印するなどの行為があった場合、道路運送車両法違反の他、収賄罪に問われる[2]。
  - 不正車検を行った場合は、地方運輸局長は道路運送車両法第94条の4第4項の規定により、自動車検査員の解任を命ずることが出来る。また、指定自動車整備事業者について、不正車検を行った場合は、地方運輸局長は道路運送車両法第94条の8第1項の規定により、指定を取り消すことができる[3]。